# Artefakt (Fotografie)
Als Artefakte werden alle Bilddetails bei der digitalen Fotografie bezeichnet, die einen unbeabsichtigten Unterschied zur Bildquelle darstellen. Die Bezeichnung „Artefakt“ wird auch bei gerenderten Computergrafiken benutzt, siehe dazu Artefakt (Computergrafik).

Artefakte bei einer Innenaufnahme ohne ausreichende Blitzleistung. Bereits in der Originaldatei (oben) sind zahlreiche Störungen sichtbar (u. a. buntes Rauschen). Unten ist die Aufhellung zu sehen. Eines der deutlichsten Artefakte ist der Farbstich.

In seiner wörtlichen Übersetzung bedeutet „Artefakt“ ‚ein künstliches Gebilde‘, das durch den Menschen verursacht ist.

## Beispielartefakte in der digitalen Fotografie

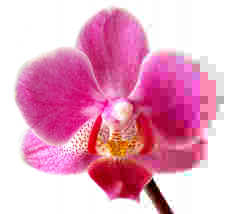
Klötzchenbildung durch JPEG-Komprimierung

Vergrößerter Bildausschnitt mit durch JPEG-Komprimierung eines Bildes entstandenen Blockartefakten (rechts), weniger stark komprimiertes Original (links)

Typische Artefakte in der digitalen Fotografie sind:
- Bildrauschen
- Körnigkeit
- Farbstiche
- Blooming
- Säume
- Gibbssches Phänomen, Ringing
- Moiréeffekt
- Rolling-Shutter-Effekt
- Smear
- Überstrahlungen
- Transformationsverluste (Treppcheneffekt)
- Kompressionsverluste wie Farbverfälschungen, Unschärfe, Säume
- Blockartefakte: Bei verlustbehafteter Bildkompression wie JPEG oder verlustbehafteter Videokompression wie MPEG treten sichtbare Artefakte (meist) aufgrund fehlender Information auf. Diese sind unvermeidlich, jedoch versuchen die Algorithmen die für den Menschen sichtbaren Beeinträchtigungen auf ein Minimum zu beschränken.